# Оссолинский, Максимилиан Гиларий
Максимилиан Гиларий Оссолинский (1734—1791) — полковник немецкого полка французской армии и староста сандомирский (1759). Представитель знатного польского магнатского рода Оссолинских герба «Топор». Старший сын воеводы волынского и графа на Тенчине Юзефа Кантия Оссолинского (1707—1780) и Терезы Стадницкой (1717—1776).
Максимилиан Оссолинский учился в иезуитском коллегиуме в Варшаве, затем совершил образовательное путешествие по странам Западной Европы. В 1748 году 14-летний Максимилиан Оссолинский был представлен при дворе французского короля Людовика XV.
В 1753 году 19-летний Максимилиан Оссолинский получил чин полковника эльзасского полка французской армии и являлся частым гостем при дворе лотарингского герцога Станислава Лещинского. 19 января 1756 года отказался от польского гражданства и принял французское подданство. В июле 1756 года после смерти своего деда — герцога и пэра Франции Франтишека Максимилиана Оссолинского — Максимилиан унаследовал его имущество в Лотарингии и Эльзасе.